# Barbus rubis noir
Pethia nigrofasciata
Espèce
Statut de conservation UICN

 VU  : Vulnérable
Synonymes
Barbus nigrofasciatus (non valide)
Le barbus nigro ou barbus rubis noir (Pethia nigrofasciata, anciennement Puntius nigrofasciatus ou Barbus nigrofasciatus) est une espèce de poisson qui se rencontre au Sri Lanka et mesurant jusqu'à 6 cm.

## Étymologie
Pethia nigrofasciata, anciennement connu sous les noms de Puntius nigrofasciatus ou Barbus nigrofasciatus, a plusieurs noms vernaculaires en français : barbus nigro, barbus rubis noir et barbus à tête pourpre. En anglais, il s'appelle Black ruby barb.

## Description
Ce barbus est strié de lignes verticales sombres, les mâles ont la tête pourpre à l'âge adulte. Ils sont aussi plus colorés que les femelles, qui sont grises comme les juvéniles, et possèdent une nageoire caudale noire. Pendant la période de frai et lorsqu'ils sont excités, ils rougissent et leur bandes noircissent. Ces poissons mesurent environ 6 cm et vivent jusqu'à quatre ans.

## Habitat
Le barbus à tête pourpre est originaire du Sri Lanka, où il vit dans des rivières forestières, à environ 300 mètres d'altitude.

## Comportement
C'est un poisson vif, mais paisible et grégaire. Il vit en banc d'au moins une dizaine d'individus. Lors de la période de frai le mâle accentue ses couleurs. Les œufs éclosent 24 heures après leur ponte.

## Alimentation
Le barbus rubis noir est omnivore, il fouille au fond des rivières pour trouver de quoi manger. Il se nourrit presque exclusivement, dans la nature, de détritus organiques, d'algues, de vers et d'insectes.

## Relations avec l'Homme

### Protection
Le barbus nigro est classé vulnérable sur la liste rouge de l'UICN, sa population diminue fortement en raison de l'exportation pour le commerce aquariophile.

### Aquariophilie
Le barbus à tête pourpre est prisé par les aquariophiles, car il est facile à élever et résistant. Il peut vivre dans un aquarium communautaire, avec d'autres espèces calmes, à condition d'avoir une dizaine de ses congénères avec lui. Il lui faut un aquarium d'environ cent vingt litres, de préference aménagé avec des amas rocheux et des plantes, pour satisfaire son esprit territorial. L'eau doit avoir un pH de 6 à 6,8, une dureté de 5 à 12°GH et une température comprise entre 22 °C et 26 °C. Il apprécie les proies vivantes.